# Perico, Cuba
Perico là một đô thị và thành phố ở tỉnh Matanzas của Cuba. Thành phố này nằm ở phía nam Marti, phía bắc Colón và phía đông của Jovellanos.
Đô thị này được chia thành các barrio Altamisal, Norte, Quintana, Roque, Sur và Tinguaro.
Perico được lập năm 1874 gần một đồn bốt của dân vệ thực dân Tây Ban Nha. Tên của khu định cư này đã được đổi thành Miguel de Cervantes và năm 1885, sau đó được phục hồi như cũ thành Perico năm 1899.

## Dân số
Năm 2004, đô thị Perico có dân số 31.147 người. với diện tích 278 km² (107,3 mi²), và mật độ dân số 112,0người/km² (290,1người/sq mi).